# Sphaeria ochraceopallida
Sphaeria ochraceopallida är en svampart som beskrevs av Haller 1768. Sphaeria ochraceopallida ingår i släktet Sphaeria och familjen kolkärnsvampar.   Inga underarter finns listade i Catalogue of Life.